# Giuseppe Pelitti
Giuseppe Pelitti der Ältere (* 31. Juli 1811 in Varese, Königreich Italien; † 24. April 1865 in Mailand, Königreich Italien) war ein italienischer Blechblasinstrumentenbauer.

## Leben
Giuseppe Pelitti war eines von neun Kindern des Instrumentenbauers Giovanni Pelitti und dessen Frau Caterina Crespi. Als sein Bruder Paolo 1828 nach Genua ging, um dort eine Werkstatt zu gründen, übernahm Giuseppe die Firma seines Vaters.
Pelitti wurde ab 1835 als Erfinder von neuen Blasinstrumenten bekannt. So konzipierte er 1835 das „Bombardino“, ein Tenorhorn, das insbesondere in den italienischen Bandas lange in Verwendung war. Später entwickelte er ein Kontrafagott aus Messing, dessen Klang 1845 als viel kräftiger im Vergleich zu einem herkömmlichen Kontrafagott beschrieben wird. 1845 baute er das nach sich selbst benannte „Pelittone“, ein tiefes in B gestimmtes Instrument ähnlich der heutigen Tuba, das 1847 in Österreich patentiert wurde. Vier Jahre später war das „Pelittone generale“ fertiggestellt, ein noch größer gebohrtes Instrument, das sich nach einem Bericht von 1881 in den großen deutschen Musikkapellen durchgesetzt hatte.
Giuseppe Pelittis Sohn Giuseppe Clemente gründete eine eigene Instrumentenbau-Firma, die nach dem Tod seines Vaters mit dessen Unternehmen vereinigt wurde.
Renato Meucci vergleicht Giuseppe Pelitti mit dem belgischen Erfinder u. a. des Saxophons, Adolphe Sax, und spricht den Instrumenten aus seiner Werkstatt u. a. einen genauso guten Ruf zu, wie denen von Červený.